# Les Souhesmes-Rampont
Les Souhesmes-Rampont je francouzská obec v departementu Meuse v regionu Grand Est. Žije zde 321 obyvatel.

## Poloha obce

### Sousední obce
| Růžice kompasu | Brocourt-en-Argonne Clermont-en-Argonne | Nixéville-Blercourt   |                      | Růžice kompasu |
| Růžice kompasu | Ville-sur-Cousances                     | Sever                 | Landrecourt-Lempire  | Růžice kompasu |
| Růžice kompasu | Ville-sur-Cousances                     | Les Souhesmes-Rampont | Landrecourt-Lempire  | Růžice kompasu |
| Růžice kompasu | Ville-sur-Cousances                     | Jih                   | Landrecourt-Lempire  | Růžice kompasu |
| Růžice kompasu | Julvécourt                              | Ippécourt             | Lemmes Vadelaincourt | Růžice kompasu |